# Sporen (Elsass)

Karte des Weinbaugebiets Elsass und Grand-Cru-Einzellagen. Diese sind als rote Punkte eingezeichnet.

Der Sporen ist eine Weinlage im Elsass. Seit dem 17. Dezember 1992 ist die Lage Sporen Teil der Appellation Alsace Grand Cru und gehört damit zu den 51 potentiell besten Lagen des Elsass. Insgesamt wurden 23,7 Hektar Rebfläche in der Gemeinde Riquewihr zugelassen. Die Elsässer Weinstraße führt von Riquewihr kommend links am Sporen entlang; auf der anderen Straßenseite liegt der Mandelberg. Kurz vorher berührt die Route die Lagen Froehn, Schoenenburg und Rosacker. In Richtung Kaysersberg liegen die Weinlagen Marckrain und Mambourg.

## Lage
Die Lage befindet sich auf dem Gebiet der Gemeinde Riquewihr, nur ca. 9 km nordwestlich von Colmar entfernt. Das Gebiet befindet sich in einer Hügelzone, die den Vogesen vorgelagert ist. Der Sporen liegt in östlicher Exposition auf einer Höhe von 260 bis 315 m ü. NN. Durch die Hanglage wird die Gefahr von Frostschäden nach dem Austrieb der Reben im Frühjahr minimiert, weil in den Nächten entstehende Kaltluft nicht über den Weinbergen liegen bleibt, sondern zur Ebene hin abgleiten kann. Die Vogesen im Westen bewahren das in seinem Lee gelegene Weinbaugebiet bei Südwest- oder Westwetterlagen vor zu viel Niederschlag. Daraus resultiert eine für die nördliche Lage überdurchschnittlich lange Sonnenscheindauer.
Die Lage befindet sich nahe der direkten Übergangszone zur Oberrheinischen Tiefebene. Der schwere Boden besteht aus Mergel aus dem Schwarzen Jura (häufig Lias genannt).

## Rebsorten
Die Lage und die Bodenqualität begünstigen den Anbau von Gewürztraminer und Pinot Gris sowie in sehr geringem Umfang von Riesling. Prinzipiell dürfen auch die Rebsorten Muscat d’Alsace (also Muskat Ottonel und Muscat blanc à petits grains) angepflanzt werden.

## Geschichte
Die Lage Sporen galt bereits im Mittelalter als hervorragend. Genannt wird die Lage bereits 1432 in den Archiven der Grafen von Württemberg. Johann Fischart erwähnte sie im Jahr 1580 und wies ihr den Rang des besten Gewächses zu. Im Werk Der Heilig Brotkorb der H. Römischen Reliquien oder Würdigen Heiligthumbs Procken: das ist, Ioannis Calvini notwendige vermanung von der Papisten Heiligthum heißt es: … doch gegen den Reichenweier Sporen haben Sie alle das Spiel verloren.